# Platbrood

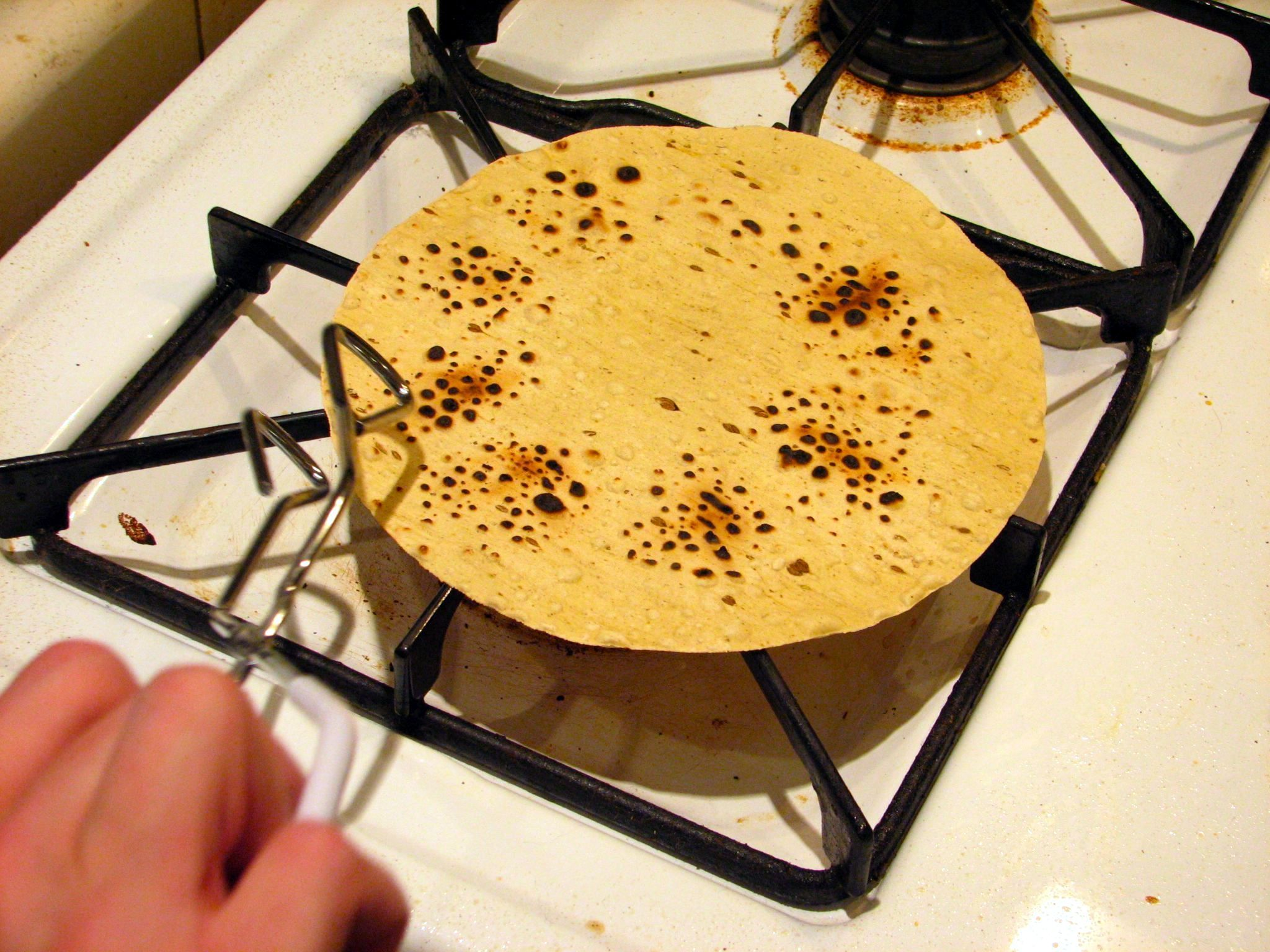
Het roosteren van een papadum

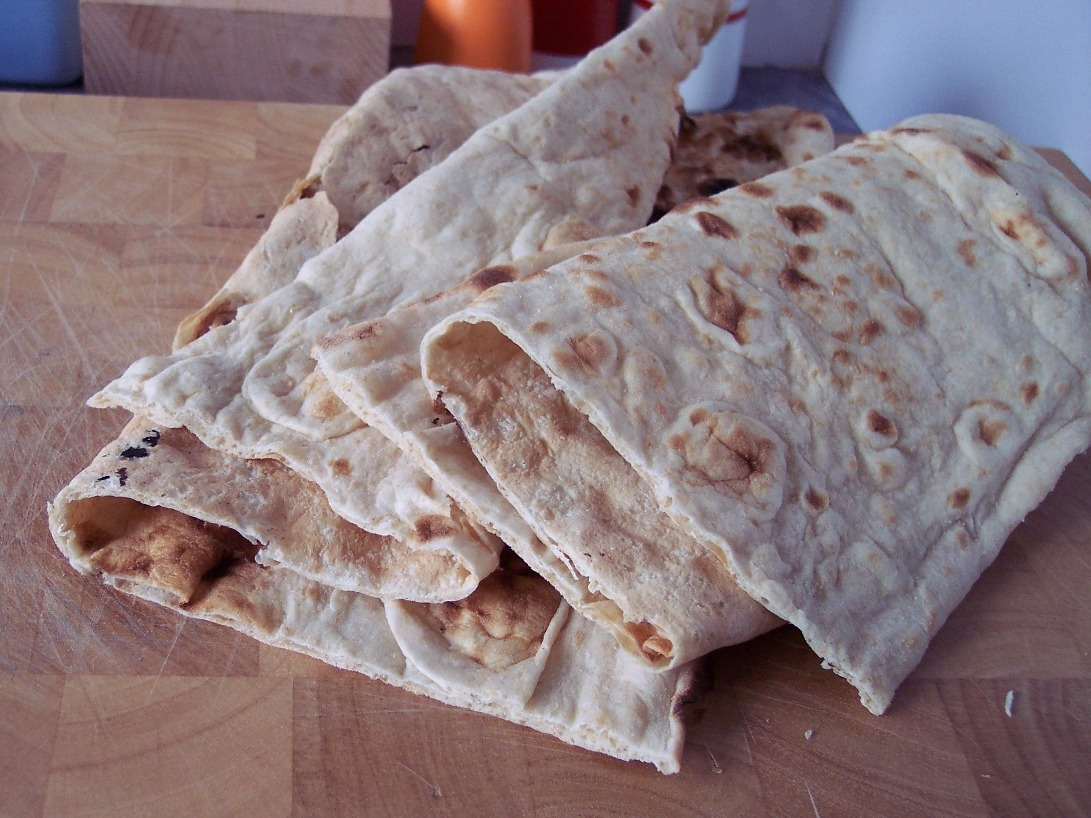
Afghaans brood

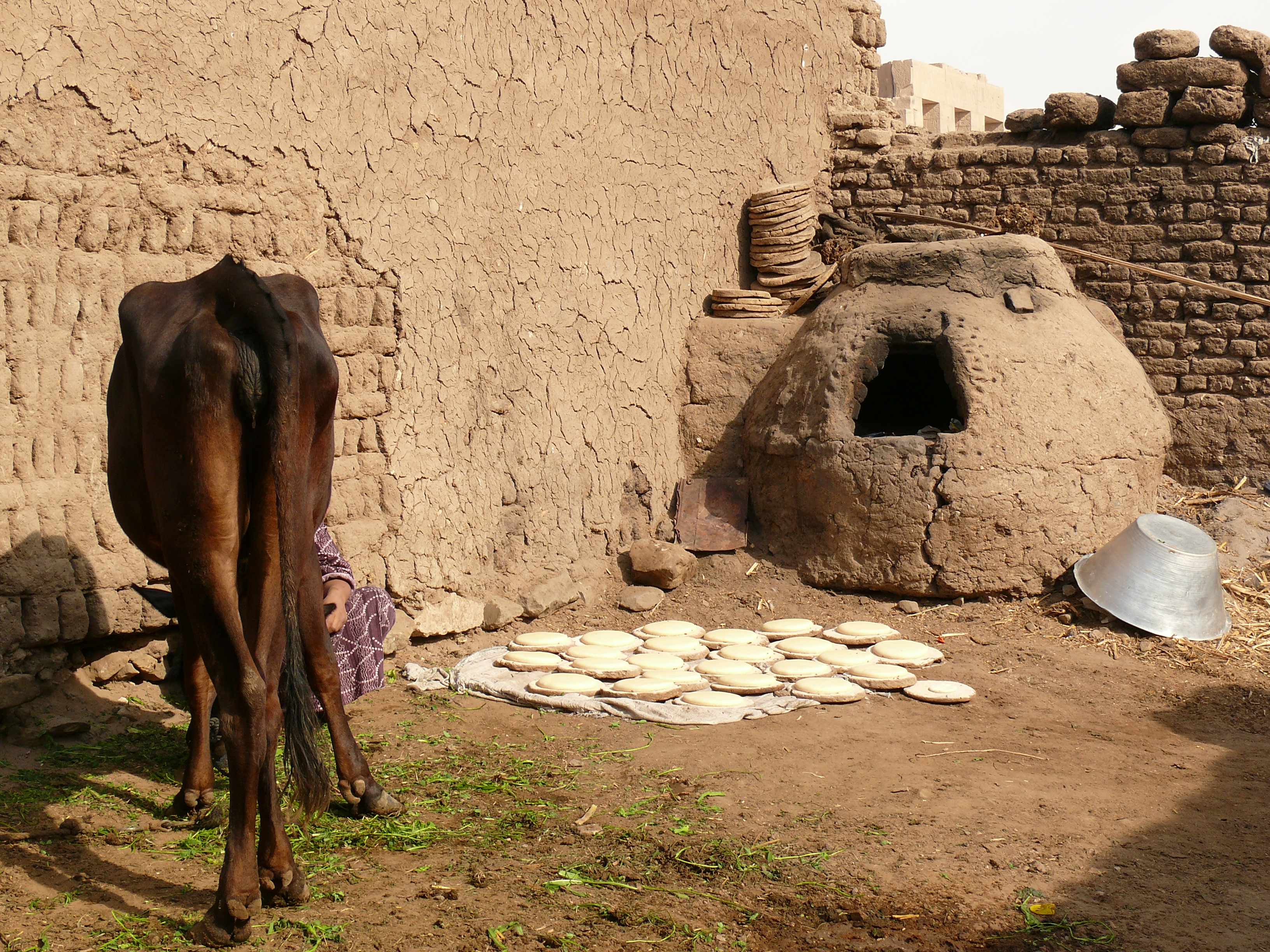
Bakoven in Egypte

Platbrood is de benaming voor een breed scala aan ongerezen soorten brood. Het deeg voor platbrood bestaat in de basis slechts uit gemalen graan en water, eventueel kunnen zout of andere kruiden worden toegevoegd. Doordat er meestal geen gebruik gemaakt wordt van zuurdesem en gist heeft platbrood een beperkte dikte van enkele millimeters tot enkele centimeters.

## Geschiedenis
Platbrood was reeds bekend in Sumer en het oude Egypte. Het is vermoedelijk de oudste methode om brood te bakken, omdat men met weinig ingrediënten op eenvoudige wijze platbrood kan maken op bijvoorbeeld een steenoven.
In 2018 werden op een Natufische site genaamd Shubayqa 1 in Jordanië verkoolde broodkruimels gevonden die dateerden van 12.400 v.Chr. Dat is ongeveer 4000 jaar voordat de landbouw in dit gebied ontstond. Analyses toonden aan dat de kruimels waarschijnlijk afkomstig waren van platbrood gebakken van wilde gerst, eenkoorn, haver en de stengels van het knolgewas Bolboschoenus glaucus.

## Lijst van soorten platbrood

### Europa
- Crespillos (regio Murcia, Spanje)
- Tarte flambée, Frankrijk en Duitsland
- Flatbrød, Noorwegen
- Lefse, Noorwegen
- Focaccia, Italië
- Pane carasau, Sardinië
- Knäckebröd, Zweden
- Tunnbröd, Zweden
- Lavash, Armenië
- Pitabroodje, Oostelijk Middellandse Zeegebied
- Pizza
- Mlinci, Kroatië, Slovenië, Servië

### Afrika
- Injera/Laxoox, Hoorn van Afrika
- Ngome, Mali

### Azië
- Bazlama, Turkije
- Turks brood
- Chapati/roti, India
- Papadum, India
- Naan, Zuid-Azië
- Matse, Israël

### Amerika
- Mexicaanse tortilla
- Roti, Suriname